# AMCK Aviation
AMCK Aviation是一家從事商用飛機租賃的公司。AMCK Aviation總部設在愛爾蘭都柏林，擁有132架飛機。
AMCK Aviation的前身是Vermillion。2014年，長江實業與日本三菱飛機租賃成立合資公司Vermillion。長江實業以1.32億美元購入Vermillion 60%股權。Vermillion 原擁有15架飛機，會以18.922億美元再收購的45架飛機。
2017年，長江實業增持Vermillion的持股比例至90%，餘下10%由李嘉誠基金會持有。
2019年，Vermillion與長江實業旗下的Accipiter合併成AMCK Aviation。
2021年12月，長江實業以42.81億美元向凱雷集團出售旗下兩家飛機租賃公司Accipiter Finance和Manchester Aviation Finance。

## 外部連結
- AMCK Aviation （页面存档备份，存于）